# Beretta Cheetah
Le Beretta Cheetah correspond à une série de pistolet semi-automatique simple et/ou double action d'une même arme compacte chambrée pour des calibres peu puissants. Tous les modèles présentés ici sous l'appellation Cheetah sont quasi identiques néanmoins, certains ne figurent plus au catalogue du constructeur italien.

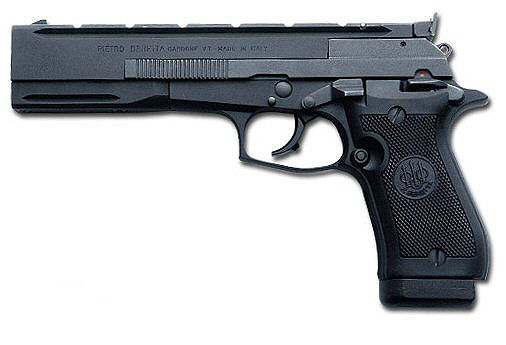
Beretta 87 Target

Les premiers modèles, 81, 82, 84 sont apparus en 1976 et le modèle 85 est arrivé un peu plus tard. En 1986 Le modèle 86 a été introduit. Ce pistolet diffère du modèle 85 par un canon que l'opérateur peut basculer vers l'avant ce qui permet de vérifier facilement la propreté du canon et de charger ou décharger manuellement la chambre.
Les modèles 87 et 89, chambrés en .22 Long Rifle destiné au tir sur cible ont également été introduits. Ces deux armes fonctionnent en simple action, le modèle 87, plus orienté sur le tir récréatif présente des dimensions standard alors que le modèle 89 était un pistolet de compétition doté d'un canon long et lourd, d'organes de visée réglables et d'un rail permettant de monter une lunette. Aujourd'hui le modèle a été remplacé par le modèle 87 target.
Les armes portant le suffixe BB dans leur désignation ont un chargeur de taille inférieure à une colonne, un indicateur de chargement de la chambre et un système de sécurité amélioré. Une seconde modification survenue plus tard, portant le suffixe F, reprend ces changements et y ajoute un mécanisme permettant de désarmer le chien en toute sécurité.

## Variantes
| désignation      | calibre        | longueur | longueur du canon | poids non chargé | poids chargé | capacité |
| ---------------- | -------------- | -------- | ----------------- | ---------------- | ------------ | -------- |
| Modèle 81        | 7,65 Browning  | 17,2 cm  | 9,7 cm            | 0,616 kg         | 0,765 kg     | 12 coups |
| Modèle 82        | 7,65 Browning  | 17,2 cm  | 9,7 cm            | 0,630 kg         | 0,730 kg     | 8 coups  |
| Modèle 83F       | 9mm court      | 17,7 cm  | 10,2 cm           | 0,640 kg         | 0,725 kg     | 8 coups  |
| Modèle 84/84F    | 9mm court      | 17,2 cm  | 9,7 cm            | 0,660 kg         | 0,830 kg     | 13 coups |
| Modèle 85/85F    | 9mm court      | 17,2 cm  | 9,7 cm            | 0,620 kg         | 0,730 kg     | 8 coups  |
| Modèle 86        | 9mm court      | 18,5 cm  | 11,1 cm           | 0,660 kg         | 0,765 kg     | 8 coups  |
| Modèle 87        | .22 Long Rifle | 17,2 cm  | 9,7 cm            | 0,570 kg         | 0,710 kg     | 8 coups  |
| Modèle 87 Target | .22 Long Rifle | 22,5 cm  | 15 cm             | 0,835 kg         | -            | 10 coups |

## Diffusion
- Algérie : Police nationale algérienne (Beretta 81)
- République dominicaine : Police nationale dominicaine (Beretta 84)
- États-Unis : citoyens dans le cadre de la self-défense (Beretta 84)
- Italie : Guardia di Finanza (Beretta 84) et Carabinieri (Beretta 85F)
- Philippines : National Intelligence Coordinating Agency (Beretta 84)